# Itto – Cơn lốc sân cỏ
Kattobi Itto (かっとび一斗) / Buttobi Itto (風飛び一斗) là một bộ truyện tranh manga của tác giả Motoki Monma người Nhật Bản và được xuất bản bởi nhà xuất bản Shueisha. Tại Việt Nam, Nhà xuất bản Kim Đồng đã xuất bản lại bộ truyện này với cái tên Jindo - Đường dẫn đến khung thành vào năm 2003 từ bản tiếng Hoa của nhà xuất bản Đông Lập - Đài Loan. Mặc dù có tham khảo phiên bản gốc tiếng Nhật, bộ truyện này nhiều chỗ dịch sai và không hoàn hảo. Do đó, năm 2009, Nhà xuất bản Kim Đồng mua bản quyền của Shueisha và tái bản bộ truyện với tên nhân vật hay lời thoại đều đúng bản gốc.

## Thể loại truyện
- Thể thao (bóng đá)
- Truyện cười, hài hước

## Sơ lược
Kattobi Itto (Itto – Cơn lốc sân cỏ)
Truyện kể về cuộc sống của Kattobi Itto (nhân vật chính của bộ truyện) và những trò quậy phá của cậu nhóc. Vốn mồ côi mẹ từ nhỏ nên Itto sống với cha là một nhà phát minh đường phố (thông thường những sáng chế của ông đều vô dụng) không có bằng cấp hay nói đúng hơn gần giống lừa đảo. Thuở nhỏ sống ở Nhật Bản, sau khi học xong tiểu học sang Trung Quốc với cha và ở đây Itto đã học võ KungFu. Với môi trường giáo dục như vậy đã làm nên một Jindo không sợ trời không sợ đất, thích làm gì là làm đó. Sau đó, Itto trở về Nhật Bản và vào học trường trung học Seiga, bắt đầu một chuỗi ngày quậy phá và hào hứng xung quanh môn thể thao bóng đá và cuộc sống thường ngày. Ngay ngày đầu tiên cậu đã gây sự với anh bạn thời thơ ấu Yura Kazuma.... Truyện cũng kể về hành trình của đội bóng trường trung học Seiga (hay gọi tắt là đội bóng Seiga) bao gồm cả những khó khăn và nước mắt.
Đi vào thế giới của truyện là những tràng cười ra nước mắt, không thể kiểm soát nổi của Itto. Mỗi trận đấu là một màn độc diễn hài của cậu trên sân khấu, một sàn đấu võ thích hợp cho những trận như vậy hơn là sân bóng đá. Tính cách hồn nhiên, "ngây thơ vô số tội" của Itto làm cho mọi người cảm thấy quên đi những ưu phiền thường ngày. Những cuộc đời bất hạnh cũng được đề cập đến dưới một khía cạnh khác, những tràng cười trào phúng cũng được đề cập. Cuộc đối đầu giữa chàng lùn và anh khổng lồ Soken, những trận đấu võ với nhưng băng nhóm lưu manh, quậy phá...
Buttobi Itto (Itto - Sóng gió cầu trường)
Buttobi Itto là phần 2 của Kattobi Itto. Buttobi Itto kể về hành trình của Itto ở trường cấp 3 Meihou. Ở đây cậu đã kết thân với Hanyu - Cao kều và Nedu - Tóc đỏ và lập thành "Bộ ba siêu quậy". Cả ba là chuyên gia rắc rối nên các thành viên trong Meihou rất ghét. Kokichi, một học sinh mới vào trường như Itto, Hanyu, Nedu, nhưng luôn dùng mưu ma chước quỷ để được vào sân đá chính.

## Nhân vật chính

### Kattobi Itto
Kattobi Itto (香取一斗 かとりいっと, Katori ichi-to) Cậu nhóc có vóc dáng thấp bé siêu quậy, luôn gây rắc rối với mọi người. Mồ côi mẹ nên Itto sống với cha từ nhỏ. Cha cậu là một nhà phát minh vỉa hè. Lâu lâu hai cha con lại bày trò lừa đảo câu tiền mọi người. Sau năm năm học Kungfu ở Trung Quốc, cậu đã quay về Nhật Bản và gia nhập đội bóng đá Seiga do Yura Kazuma dẫn dắt. Cậu và Yura là hai người bạn từ nhỏ. Ban đầu, cậu tham chơi bóng đá chỉ để chứng tỏ... mình là số 1 nhưng sau này cậu đã dần đam mê môn thể thao này. Cậu là chân sút chủ lực của Seiga và Meihou. Cậu rất ghét du côn và bọn sống hai mặt. Cậu luôn là tâm điểm chú ý của các cầu thủ khác. Nhiều cầu thủ ganh ghét muốn triệt tiêu Itto. Những trò quậy phá của Itto rất nhiều người phát ghét.

### Yura Kazuma
Yura Kazuma (由良和馬 ゆらかずま, Yūra Kazuma) Bạn từ nhỏ của Itto. Cậu và Itto là hai cầu thủ chủ lực của Seiga. Yura Kazuma có tầm ảnh hưởng rất lớn ở Seiga, là đầu tàu của đội, dìu dắt đội vượt qua những khoảng thời gian khó khăn nhất. Trong phần Buttobi Itto, Seiga và Meihou là hai địch thủ với nhau. Kazuma tuy mới chỉ là tân binh nhưng đã được bầu làm đội trưởng của Seiga. Tên gọi quen thuộc: Máy ủi.
Kazuma Yura là người đã đem đam mê bóng đá đến với Itto và là một trong những bạn đá cặp hoàn hảo nhất của Itto.

### Munechika Makoto
Munechika Makoto (宗近 真 むねちかまこと, Makotō Mūnechika) Là thủ môn của Seiga trong Kattobi Itto. Trong trận chung kết với Suei, Makoto góp công rất lớn trong việc Seiga dành chức vô địch. Anh là thủ môn duy nhất của bộ truyện cản được cú sút của Munechika Akira - anh trai mình. Trong Buttobi Itto bỗng dưng Makoto chuyển lên làm tiền vệ trung tâm. Mặc dù vậy, Makoto vẫn đảm nhiệm tốt vị trí của mình. Biệt danh: Con nhện 4 mắt.

### Hanyu Daisuke
Hanyu Daisuke (羽生大介 はにゅうだいすけ, Habū Daisuke) Từng là vua phá lưới giải khu vực tỉnh Chiba, có tốc độ và lực sút khiến ai cũng phải vái chào. Nhưng đáng hâm mộ nhất là tỉ lệ sút 10 trúng 1. Với 1 loạt thành tích như phang vỡ kính xe bus hay phá mái nhà thì Hanyu có thể xếp ngang hàng với Itto. Sau giải Kanto, Hanyu đã cố gắng tập sút rất nhiều để mong trở thành chân sút hàng đầu Nhật Bản. Sau này cú sút của cậu đã được cải tiến thành cú căn ngang hiểm hóc bởi Aizen Kyosuke.

### Nedu Katsuomi
Nedu Katsuomi (根津克臣 ねづかつおみ, Katsuōmi Nezū) Cầu thủ quậy không kém 2 người kia. Cậu nổi bật với mái tóc đầu đinh màu đỏ. Nedu rất phù hợp với lối bóng đá tấn với những đường chuyển kiến tạo chuẩn xác. Ở Meihou cậu là người chuyên cung cấp bóng cho Hanyu và Itto. Nhược điểm là rất lười di chuyển và không chịu phòng thủ, vì thế nhiều lúc Itto phải chạy về làm thay phần việc.

## Đội hình

### Đội Seiga
- Đội hình: 4-4-2
- Số cầu thủ: 11
- Đội trưởng: Yura Kazuma

| Số áo | Vị trí   | Cầu thủ           |
| ----- | -------- | ----------------- |
| 1     | Thủ môn  | Munechika Makoto  |
| 9     | Tiền đạo | Yura Kazuma       |
| 15    | Tiền đạo | Katori Itto       |
| 5     | Tiền vệ  | Masaki Tsuyoshi   |
| 6     | Tiền vệ  | Okamoto Takeshi   |
| 7     | Tiền vệ  | Tachibana Masumi  |
| 11    | Tiền vệ  | Hagi Naoya        |
| 4     | Hậu vệ   | Kai Akihiko       |
| 2     | Hậu vệ   | Kato Hajime       |
| 3     | Hậu vệ   | Hashimoto Kiyoshi |
| 8     | Hậu vệ   | Hata Yoshiaki     |

- Hiraki Ryo (平木 涼 ひらきりょう?, Hiraki Ryō) Chàng libero trầm tĩnh. Cậu đã từng rời Seiga vì làm chấn thương cầu thủ đội bạn trong một trận đấu. Nhờ Itto mà Hiraki mới quay lại với Seiga nhưng cũng vì Seiga mà Hiraki lại rời đội một lần nữa.
- Kai Akihiko (甲斐秋彦 かいあきひこ?, Akihiko Kai): Hậu vệ trung tâm của Seiga. Là cầu thủ thay thế cho Hiraki Ryo. Kai bị nhiễm tính quậy của Itto và gọi Itto là đại ca. Luôn nóng giận khi có ai đó chê bai hoặc nói xấu mình. Miệng hình chữ V ngược.
- Seidei Hirokazu (瀬井出洋一 せでいよういち?, Sera Dei Yōichi) Cầu thủ từng là đối thủ của Seiga, cậu gia nhập Seiga vì Kusunoki Makoto, Itto, Yura và huấn luyện viên Aizen Kyosuke (trong Buttobi Itto). Cậu có tuyệt kỹ là cú sút vòng cung.

### Đội Meihou
- Đội hình: 4-4-2
- Số cầu thủ: 15
- Đội trưởng: Mao Raita
- Huấn luyện viên: Shiba Chikayobu (志波監督 しばかんとく?, Shiba Kantokū)
- Cố vấn: Sato Yoshio (佐藤義雄 さとうよしお?, Satō Yoshio)

| Số áo | Vị trí   | Cầu thủ            |
| ----- | -------- | ------------------ |
| 1     | Thủ môn  | Kagari             |
| 14    | Tiền đạo | Hanyu Daisuke      |
| 15    | Tiền đạo | Katori Itto        |
| 10    | Tiền vệ  | Kano               |
| 6     | Tiền vệ  | Nishihara          |
| 8     | Tiền vệ  | Fujisaki           |
| 13    | Tiền vệ  | Nedu Katsuomi      |
| 2     | Hậu vệ   | Mao Raita          |
| 3     | Hậu vệ   | Oishi              |
| 4     | Hậu vệ   | Shirakawa Yuki     |
| 5     | Hậu vệ   | Sanza Sato Sugiura |

- Dự bị:
  - Jun Kubo Makoto (久保純 くぼじゅん?, Kūbo Jūn) - Áo số 17
  - Funamoto (船本 ふなもと?, Fūnamoto) - Áo số 7
  - Yashiro (屋代 やしろ?, Yāshiro) - Áo số 11
  - Yuri Torii (鳥居雄司 とりいゆうじ?, Torii Yūji) - Áo số 9
  - Yahata Kokichi (八幡小吉 やはたこきち?, Yawāta Kokīchi) - Áo số 18
  - Marayama (丸山 まるやま?, Marūyama) - Áo số 20

#### Thông tin một số cầu thủ Meihou
- Sanza Sato Sugiura (杉浦斬佐 すぎうらさんざ?, Sugiura Sanza): Là 1 hậu vệ vô cùng đẳng cấp, dẫu luôn được hưởng cái vinh dự dùng quần lau chùi băng ghế dự bị ở tuyển U-18 tuy nhiên anh vẫn là viên gạch trụ của "bức tường Meihou". Là tổ sư của nghề chém gió. Aoi, con huấn luyện viên Shiba là người trong mộng của Sanza. Biệt danh của Sanza là "Máy nổ".
- Mao Raita (真央雷太 まおらいた?, Ma'o Raitā): Một người đội trưởng mẫu mực, 1 trung vệ thép. Một cầu thủ đáng tin cậy, một chỗ dựa cho toàn đội với tinh thần thi đấu lăn xả, hết mình và kỹ-chiến thuật cũng rất đáng nể. Nhưng "được" cái là anh mắc bệnh thần kinh không ổn định nên tính tình khá bất thường. Bất cứ khi nào thấy nóng trong người là anh bèn biến thành Kingkong dọa các thành viên trong đội.
- Oishi (大石 おおいし?, Ōishi): Hòa thượng thích thịt chó là đây, tự là Oishi. Một trong 4 viên gạch trụ của Meihou nhưng vẫn chưa thể hiện được gì nhiều. Ngày xưa cậu từng là một tiền đạo xuất chúng.
- Kagari (加苅 かがり?, Kāriyasu): Thủ môn của Meihou. Tuy lùn nhưng cậu đã nhiều lần cứu nguy cho Meihou. Biệt danh: Lùn hột mít tóc xoăn.
- Jun Kubo Makoto (久保純 くぼじゅん?, Kūbo Jūn): Đương kim đệ tử môn chém gió của máy nổ Sanza. Là công tử con nhà giàu. Itto thường gọi Kubo là Cục vàng mắt cụp. Cậu có thói quen là để bóng đứng yên rồi mới sút hoặc chuyền.
- Kano (鹿野 かの?, Kāno): Đầu não của hàng tiền vệ. Là nhà kiến thiết bóng của Meihou. Ikezoe của Makura và Kano là cặp tiền vệ kỳ phùng địch thủ. Cậu có bệnh là luôn làm những trò hề để giấu sự căng thẳng trong những lần sút luân lưu.
- Shirakawa Yuki (白河由希 しらかわ?, Shira'kawa Yūki): Hậu vệ với mái tóc lãng tử. Cậu từng xuất thân là con đại gia ở Tokyo.
- Fujisaki (藤崎 ふじさき?, Fuji'saki): Tiền vệ. Khá yếu bóng vía. Tuy nhiên Fujisaki cũng đã khá liều lĩnh trong các pha tranh bóng.
- Nishihara (西原 にしはら?, Nishi'ha'ra): Tiền vệ
- Yahata Kokichi (八幡小吉 やはたこきち?, Yawāta Kokīchi) - Tiểu Cát: Hay còn bị gọi là Vô Phúc, là tên dự bị lùn của Meihou. Là cầu thủ gian manh, lươn lẹo. Cậu còn thấp hơn cả Itto và Kagari.

### Đội Suei
- Đội hình: 4-3-3
- Số cầu thủ: 11
- Đội trưởng: Munechika Akira
- Huấn luyện viên: HLV Nozu

| Số áo | Vị trí   | Cầu thủ           |
| ----- | -------- | ----------------- |
| 12    | Thủ môn  | Jahana Etsushi    |
| 2     | Tiền đạo | Hara Tashimisu    |
| 4     | Tiền đạo | Kawagoe Katsuyoki |
| 5     | Tiền đạo | Jyonouchi Ken     |
| 7     | Tiền đạo | Jinno Kazumi      |
| 10    | Tiền vệ  | Munechika Akira   |
| 3     | Tiền vệ  | Hiruma Kazutoshi  |
| 9     | Tiền vệ  | Sakao Fumihiko    |
| 6     | Hậu vệ   | Sugimoto Minoru   |
| 8     | Hậu vệ   | Yuchida Shohei    |
| 11    | Hậu vệ   | Terai Yutakan     |
| 12    | Hậu vệ   | Yamayuchi Junichi |

- Munechika Akira (宗近暁): Thủ quân đội bóng Suei với cú sút phi đạn thần tốc và là anh trai Makoto kiêm bạn thân Yura. Là mẫu cầu thủ nhiệt tình và có trách nhiệm, Akira luôn lo lắng cho cả đội. Nhưng phải nói Akira là người vô tình nên đã bõ rơi bạn bè và anh em để một mình trụ lại đội bóng nổi danh, lừng danh. Với cú sút của mình Akira đã cho biết bao đội bóng phải phơi áo trước mũi giày và nhiều thủ môn phải thất thủ ngay cả Satomi Io vốn tự tin với đôi tay của mình. Kể về thời thơ ấu của anh chàng đội trưởng này, Akira cực kỳ thương người em sinh đôi là Makoto vốn mít ướt ngay từ nhỏ phải dựa dẫm vào anh.

### Đội Togo
- Đội hình: 4-3-3
- Số cầu thủ: 11
- Đội trưởng: Takiwaki Kai
- Huấn luyện viên: ????

| Số áo | Vị trí   | Cầu thủ          |
| ----- | -------- | ---------------- |
| 1     | Thủ môn  | Satomi Io        |
| 2     | Hậu vệ   | Ohashi Hisao     |
| 4     | Tiền vệ  | Nasumoto Sadao   |
| 10    | Tiền vệ  | Takiwaki Kai     |
| 5     | Tiền vệ  | Mori Shoji       |
| 3     | Tiền vệ  | Saeki Takashi    |
| 6     | Trung vệ | Yasui Seiji      |
| 8     | Hậu vệ   | Maruyama Takashi |
| 11    | Trung vệ | Hirayama Shinji  |
| 7     | Hậu vệ   | Mituisi Minoru   |
| 8     | Tiền đạo | Nakayama Ukon    |
| 9     | Tiền đạo | Nakayama Sakon   |

- Satomi Io (里見伊緒): Thủ môn của Togo. Cậu có thể bắt được những cú sút tầm cỡ như Tia Yamazaki một cách dễ dàng. Để xưng bá toàn quốc và khẳng định tài năng của mình, Io đã chuyển từ Togo sang TOOA.
- Takiwaki Kai (滝脇解): Đội trưởng Togo. Sau này cậu cùng Satomi Io chuyển từ Togo sang TOOA.

## Các đội bóng khác
- Makura: Makura và Meihou là hai đội bóng mạnh nhất tỉnh Saitama. Makura được dẫn dắt bởi Ozawa, một huấn luyện viên vừa xấu vừa kiêu.
- Busen: Đội bóng nằm trong Top 4 của Saitama. Busen đã làm cho Meihou khá chật vật trong những giải đấu. Đã từng gặp Seiga trong quá khứ ở cấp 2, hồi còn có Kai Kunihiko. Sau này trong Buttobi Itto, Shido đã lên kế nhiệm băng đội trưởng của Kai.
- Kumagaya: Đội bóng với những chiến thuật củ bựa, phi thể thao nhất truyện
- TOOA Daifuzoku:Là cựu đương kim vô địch vòng loại Tây Tokyo hồi cấp 2,sau này trở thành một trở ngại lớn cho Meihou tại đại hội mùa đông.
- Kuminidai: Đội bóng được đánh giá là mạnh nhất nước Nhật. Tuy nhiên, trong giải đấu mùa hè, do bị vắt kiệt sức khi đấu với Meihou, Kuminidai đã bại trước Seiga.
- Saitama All Stars: Đội bóng tập hợp tất cả các cầu thủ ưu tú của tỉnh Saitama, ví dụ: Shido, Nagumo của Busen; Omi, Handa và Moriya của Kumagaya; Karasawa;...

## Các cầu thủ khác
- Yamazaki Ichiro (山崎一朗): Có thể coi Yamazaki ấy là một trong những tiền đạo xuất sắc nhất của bộ truyện. Và Yamazaki đã tự lăng-xê thì cú sút của mình vừa có sức công phá như của Hanyu lại vừa có sự chính xác như của Nedu và lấy tên là Tia Yamazaki.
- Ikezoe (池添): Tiền vệ của Makura. Là nhà kiến thiết của Makura và là nhà máy cấp bóng cho Yamazaki.
- Nagumo Takashi Setta (南雲節太): Thủ môn của Busen. Là bạn đồng hành của Sanza ở băng ghế dự bị giải U-18. Nagumo là bức tường thép của Busen.
- Hanezawa Keita (羽沢恵太): Tiền vệ trụ của TOOA. Là cầu thủ có kĩ thuật chuyền bóng rất đặc biệt tuy đơn giản nhưng hiệu quả.
- Kurosaki Shiro (似内雅門) và Nitanai Masakado (黒崎史郎): Cặp cầu thủ của TOOA. Là hai cầu thủ được đánh giá là cặp đôi hay nhất Tokyo.